# Francisco de Medina y Mendoza
Francisco de Medina y Mendoza (1516 - 1577) fue un erudito castellano y el más antiguo de los historiadores conocidos de Guadalajara. Hijo de María de Mendoza, de los Mendoza de Guadalajara, y del doctor Francisco de Medina (1482?- 1538?), comunero y gran jurista de la época, de quien heredó una gran biblioteca, como consta en el testamento (1576) que, con sus escritos inéditos, heredó a su vez, y tras su muerte, su primogénito, Pedro de Medina y Mendoza. Residió en Guadalajara, donde sirvió como caballero de los duques del Infantado. Casó dos veces (con Isabel Carrillo e Isabel Campuzano). Tuvo varios hijos: Pedro de Medina y Mendoza, heredero; Hernando Carrillo, muerto en las luchas de Flandes; Diego de Orejón; Francisca Carrillo; Ana Carrillo; Leonor de Mendoza y María). Residió en la desaparecida aldea de Bujes, entre Azuqueca de Henares, Meco y Villanueva de la Torre.

## Obras
Su obra, no muy extensa, está dedicada, sobre todo, a recoger datos históricos de la ciudad de Guadalajara y de los Mendoza, porque tenía acceso al gran archivo familiar de los duques. De ella destaca los Anales de la Ciudad de Guadalajara, obra no impresa y perdida, que se sabe existiá por otros historiadores que la utilizaron para confeccionar sus Historias de Guadalajara, como Hernando Pecha, Francisco de Torres y el cronista Alonso Núñez de Castro. Otras fueron la Historia del rey Don Enrique IV, Genealogía de la Casa Mendoza, Nobleza y títulos de la Casa Mendoza y la Vida del Cardenal D. Fray Francisco Ximénez de Cisneros. Esta última traducida al latín por Alvar Gómez de Castro, amigo suyo, que aprovechó su estancia en la casa de Medina, en torno a 1550-1551, para añadir algunos datos. Fue amigo e informador de Ambrosio de Morales, como consta en la obra de éste, Las antigüedades de las ciudades de España (Alcalá, 1576), donde Morales elogia la gran memoria de Medina a pesar de la ceguera que le sobrevino. Sólo la Vida del Cardenal D. Pedro González de Mendoza, escrita por encargo de la condesa de Saldaña, esposa del futuro duque del Infantado, se imprimió.
Núñez de Castro creyó identificar la antigua Complutum en Guadalajara, influenciado por la obra de Medina (los Anales). Medina, a su vez, estuvo determinado por su padre, Francisco de Medina. Este sirvió al duque del Infantado, que permaneció un tiempo desterrado en Alcocer. Cerca de esta población se encuentran las ruinas romanas de Ercavica .